# Michael Kapla
Michael Steven Kapla, född 19 september 1994 i Eau Claire, Wisconsin, USA, är en amerikansk professionell ishockeyspelare som spelar för Rögle BK i SHL.

## Klubblagskarriär

### Tidig karriär
Efter att Kapla tagit examen från Eau Claire Memorial High School och inte blivit draftad i NHL Entry Draft, spelade Kapla College hockey med University of Massachusetts. Under sin debutsäsong spelade han 41 matcher och utsågs till 2014 Hockey East All-Rookie Team.
Före sitt juniorår utsågs Kapla till lagkapten för UMass-Lowell. När River Hawks spelade i Three Rivers Classic utnämndes Kapla till All-Tournament Team även om UMass förlorade mot Robert Morris med 5–3 i slutspelet. Han gjorde även två assist under turneringens gång.

### New Jersey Devils och Binghamton Devils
Efter att avslutat sitt sista år på college skrev Kapla på ett tvåårigt ingångsavtal med New Jersey Devils den 28 mars 2017.  Kapla avslutade därmed sin collegekarriär där han hade  spelade 161 matcher i rad, de flesta i UMass-Lowell. Kapla började omedelbart sin professionella karriär efter att han skrivit på ingångsavtalet. Han gjorde sin NHL-debut den 31 mars 2017 när Devils förlorade med 2–1 mot New York Islanders i Prudential Center. Kapla spelade ytterligare fyra matcher för Devils den säsongen.
Efter att Kapla blivit free agent i slutet av säsongen 2017/18 accepterade han ett ettårigt tvåvägskontrakt från Devils. Det blev dock endast spel för farmarklubben Binghamton Devils i AHL den säsongen.

### Iowa Wild
Kapla gjorde totalt 45 matcher för Binghamton säsongen 2018-19 innan Devils bytte bort honom mot Ryan Murphy den 30 januari 2019. Den 25 juni 2019 erbjöds inte Kapla ett kvalificerat erbjudande av Wild, vilket gjorde honom till freee agent ännu en gång.

### Toronto Marlies och Newfoundland Growlers
Kapla fortsatte sin karriär i AHL och fick ett ettårskontrakt med Toronto Marlies den 18 juli 2019. Kapla omfördelades dock och fick börja säsongen 2019/2020 i ECHL med Newfoundland Growlers. Han återkallades senare till Marlies och gjorde där 6 poäng på 14 matcher innan säsongen avbröts på grund av COVID-19-pandemin.

### Västerviks IK
Den 15 maj 2020 valde Kapla som en free agent att testa på en karriär i europa och gick med på ett ettårskontrakt med den svenska klubben Västerviks IK i Hockeyallsvenskan.
Kapla gjorde sin Hockeyallsvenskadebut för Västervik den 2 oktober 2020 när man besegrade AIK på Hovet i centrala Stockholm med 4–2. Detta var bara början på en framgångsriksäsong både för Kapla samt Västervik. Kapla noterade för sitt första poäng i Västervik-tröjan den 4 oktober 2020 när han tillsammans med Axel Jonsson-Fjällby assisterade fram Viktor Liljegrens 2–1-mål under en match mot Mora IK på bortais. Det var även denna match han gjorde sitt första mål för klubben då han satte det avgörande 4–3-målet på övertid.
  

Kapla avslutade säsongen med en vinst i den interna poängligan, sjätteplats i backligan (51. totalt), samt att han blev utsedd till "Årets Iskung" i HockeyAllsvenskan 2020/2021. Med en istid på i snitt 23,28 var han den som spelade mest per match. Kapla missade bara en enda match i HockeyAllsvenskan den säsongen. Laget slutade på en 5:e plats i ligan, vilket var Västerviks nästbästa tabellplacering sedan man kom med i ligan säsongen 2016/2017. Han blev även utsedd till årets spelare av supporterklubben Rödblåa Fans. Motiveringen löd: 
| ”              | Spelaren har varit en stort bidragande faktor till att laget har haft ett så här bra försvarsspel. Spelaren har från första stund visat att han håller en mycket hög nivå och vi är förvånade att inget SHL lag har plockat upp honom under säsongen. Han har många matcher visat övriga lagkamrater att vi måste komma med fart och gå på kassen för att göra mål. Med sina 30 poäng har han slagit det gamla rekordet för backar under en säsong. Med det sagt så är han den första någonsin som vinner årets Lirare som inte är från Sverige. The player of the year number 3 Michael Kapla | „ |
| – Rödblåa Fans | |   |

I mitten av mars 2021 kom det in uppgifter att Kapla jagades av minst tre SHL-klubbar. Det intresserade klubbarna ska ha varit Växjö Lakers, IK Oskarshamn samt HV71. Senare i mars 2021 kom det in uppgifter att Kapla hade skrivit på för SHL-klubben Skellefteå AIK. Man kunde också konstatera att det stod mellan två andra klubbar SHL, vilket skulle varit Rögle och IK Oskarshamn. Kapla hade då tackat nej till både Rögle och Oskarshamn. I Oskarshamn hade en topproll väntat, medan Kapla i Skellefteå och Rögle skulle han få en avsevärt mycket större konkurrens. Valet föll på Skellefteå AIK, som redan innan tippades vara en av de stora förhandsfavoriterna i SHL under flera år framöver.
När Västervik blev utslagna av Timrå IK i semifinalen den 13 april 2021 bekräftade Kapla att han hade skrivit på för ett lag i SHL inför kommande säsong. Kapla kunde dock inte säga vilken klubb det var förrän det var 100% klart.

## Privatliv
Kapla föräldrar är Mary och Steven Kapla i Eau Claire i Wisconsin. Han har två syskon.
Kapla har ett förhållande med Grace Elizabeth.

## Statistik
| 2009–2010                | Eau Claire Memorial High |                          | 8   | 2  | 8  | 10 | 0   | —  | — | — | — | — |
| 2010–2011                | Eau Claire Memorial High |                          | 21  | 4  | 34 | 38 | 2   | —  | — | — | — | — |
| 2011–2012                | Sioux City Musketeers    | USHL                     | 3   | 0  | 0  | 0  | 0   | —  | — | — | — | — |
|                          | Team Wisconsin           |                          | 21  | 4  | 3  | 7  | 8   | 1  | 0 | 0 | 0 | 2 |
| 2012–2013                | Sioux City Musketeers    | USHL                     | 51  | 9  | 16 | 25 | 25  | —  | — | — | — | — |
| 2013–2014                | UMass Lowell River Hawks | NCAA                     | 41  | 3  | 14 | 17 | 22  | —  | — | — | — | — |
| 2014–2015                | UMass Lowell River Hawks | NCAA                     | 30  | 7  | 18 | 25 | 28  | —  | — | — | — | — |
| 2015–2016                | UMass Lowell River Hawks | NCAA                     | 40  | 4  | 16 | 20 | 18  | —  | — | — | — | — |
| 2016–2017                | New Jersey Devils        | NHL                      | 5   | 0  | 0  | 0  | 0   | —  | — | — | — | — |
|                          | UMass Lowell River Hawks | NCAA                     | 41  | 3  | 27 | 30 | 34  | —  | — | — | — | — |
| 2017–2018                | Binghamton Devils        | AHL                      | 63  | 5  | 16 | 21 | 22  | —  | — | — | — | — |
| 2018–2019                | Binghamton Devils        | AHL                      | 45  | 1  | 15 | 16 | 10  | —  | — | — | — | — |
|                          | Iowa Wild                | AHL                      | 21  | 1  | 7  | 8  | 4   | —  | — | — | — | — |
| 2019–2020                | Toronto Marlies          | AHL                      | 14  | 1  | 5  | 6  | 6   | —  | — | — | — | — |
|                          | Newfoundland Growlers    | ECHL                     | 35  | 1  | 20 | 21 | 20  | —  | — | — | — | — |
| 2020–2021                | Västerviks IK            | HockeyAllsvenskan        | 51  | 8  | 23 | 31 | 16  | 10 | 0 | 7 | 7 | 6 |
| 2021–2022                | Skellefteå AIK           | SHL                      | 52  | 1  | 18 | 19 | 20  | 6  | 1 | 0 | 1 | 1 |
| 2022–2023                | Rögle BK                 | SHL                      |     |    |    |    |     |    |   |   |   |   |
| NHL totalt               | NHL totalt               | NHL totalt               | 5   | 0  | 0  | 0  | 0   | —  | — | — | — | — |
| AHL totalt               | AHL totalt               | AHL totalt               | 129 | 7  | 38 | 45 | 36  | —  | — | — | — | — |
| ECHL totalt              | ECHL totalt              | ECHL totalt              | 35  | 1  | 20 | 21 | 20  | —  | — | — | — | — |
| HockeyAllsvenskan totalt | HockeyAllsvenskan totalt | HockeyAllsvenskan totalt | 51  | 8  | 23 | 31 | 16  | 10 | 0 | 7 | 7 | 6 |
| SHL totalt               | SHL totalt               | SHL totalt               | 52  | 1  | 18 | 19 | 20  | 6  | 1 | 0 | 1 | 2 |
| NCAA totalt              | NCAA totalt              | NCAA totalt              | 152 | 17 | 75 | 92 | 102 | —  | — | — | — | — |
| USHL totalt              | USHL totalt              | USHL totalt              | 54  | 9  | 16 | 25 | 25  | —  | — | — | — | — |

### Fotnoter
1. ↑  ”Michael Kapla - Men's Ice Hockey” (på engelska). UMass Lowell Athletics. https://goriverhawks.com/sports/mens-ice-hockey/roster/michael-kapla/4305. Läst 23 mars 2021.
2. ↑  ”Bekräftar uppgifterna – skriver på för toppkonkurrent” (på engelska). Hockeysverige – Mer av sporten du älskar. https://hockeysverige.se/2022/04/13/michael-kapla-bekraftar-uppgifterna-skriver-pa-for-rogle. Läst 14 april 2022.
3. ↑  ”New Jersey Devils - New York Islanders - March 31st, 2017” (på amerikansk engelska). NHL.com. https://www.nhl.com/gamecenter/njd-vs-nyi/2017/03/31/2016021151. Läst 7 februari 2021.
4. ↑  ”Spelarnytt: Västerviks IK har värvat amerikanske 25-årige backen Michael Kapla!”. Västerviks IK. Arkiverad från originalet den 18 maj 2021. https://web.archive.org/web/20210518101108/https://www.vikhockey.se/artikel/z8b5aka8c-6h8ki1/spelarnytt-vasterviks-ik-har-varvat-amerikanske-25-arige-backen-michael-kapla. Läst 7 februari 2021.
5. ↑  ”Resultat: Tätt och jämnt under premiärkvällen”. HockeyAllsvenskan. http://www.hockeyallsvenskan.se/gamecenter/qY9-6zpaGtb7P/articles/post. Läst 23 mars 2021.
6. ↑  ”Förlust i premiären för AIK”. Aftonbladet. https://www.aftonbladet.se/a/39jLjP. Läst 23 mars 2021.
7. ↑  ”Västervik tappade men vann ändå”. HockeyAllsvenskan. http://www.hockeyallsvenskan.se/gamecenter/qY9-6zpa2NfaP/articles/post. Läst 23 mars 2021.
8. ↑  ”Årets iskung i HockeyAllsvenskan 20/21”. Västerviks IK. http://www.vikhockey.se/artikel/amamakmfc-6h8ki1/arets-iskung-i-hockeyallsvenskan-20-21. Läst 23 mars 2021.[död länk]
9. ↑  ”Elite Prospects - HockeyAllsvenskan Stats 2020-2021” (på engelska). www.eliteprospects.com. https://www.eliteprospects.com/league/hockeyallsvenskan/stats/2020-2021. Läst 23 mars 2021.
10. ↑  ”Michael Kapla jagas av SHL-klubbar”. www.expressen.se. https://www.expressen.se/sport/hockey/shl/efter-poangsuccen-nu-vantar-shl-spel/. Läst 23 mars 2021.
11. ↑  ”Avslöjar: Michael Kaplas val - Skellefteå AIK”. www.expressen.se. https://www.expressen.se/sport/hockey/shl/valjer-skelleftea-efter-starkt-shl-intresse/. Läst 14 april 2021.
12. ↑  ”"Jag har skrivit på för ett lag i SHL" - Hockeysverige” (på engelska). "Jag har skrivit på för ett lag i SHL" - Hockeysverige. https://hockeysverige.se/2021/04/14/jag-har-skrivit-pa-for-ett-lag-i-shl-michael-kapla. Läst 14 april 2021.
13. ↑  ”Michael Kapla - Men's Ice Hockey” (på engelska). UMass Lowell Athletics. https://goriverhawks.com/sports/mens-ice-hockey/roster/michael-kapla/4305. Läst 7 februari 2021.
14. ↑  ”Logga in • Instagram”. www.instagram.com. https://www.instagram.com/accounts/login/. Läst 23 mars 2021.
15. ↑  ”Michael Kapla”. Eliteprospects.com. http://www.eliteprospects.com/player.php?player=121907.